# Torneo de Mumbai 2025
El L&T Mumbai Open 2025 fue un torneo de tenis profesional en la categoría WTA 125s. Se trató de la 5 edición del torneo. Se llevó a cabo en Mumbai, India, entre el 3 de febrero al 9 de febrero de 2025 sobre en pista dura al aire libre.

## Cabezas de serie

### Individuales
| Tenista               | Ranking | Preclasificada |
| Tatjana Maria         | 84      | 1              |
| Rebecca Marino        | 102     | 2              |
| Anna Schmiedlová      | 115     | 3              |
| Darja Semeņistaja     | 121     | 4              |
| Jil Teichmann         | 128     | 5              |
| Nao Hibino            | 124     | 6              |
| Léolia Jeanjean       | 131     | 7              |
| Mananchaya Sawangkaew | 132     | 8              |

- Ranking del 27 de enero de 2025.

### Dobles
| Tenista                               | Ranking | Preclasificada |
| Nao Hibino Oksana Kalashnikova        | 173     | 1              |
| Amina Anshba Elena Pridankina         | 219     | 2              |
| Eden Silva Anastasia Tikhonova        | 240     | 3              |
| Nicole Fossa Huergo Camilla Rosatello | 253     | 4              |

## Campeonas

### Individuales femeninos
Jil Teichmann venció a  Mananchaya Sawangkaew por 6–3, 6–4

### Dobles femenino
Amina Anshba /  Elena Pridankina vencieron a  Arianne Hartono /  Prarthana Thombare por 7–6(4), 2–6, [10–7] 